# Alophoixus
Alophoixus – rodzaj ptaków z rodziny bilbili (Pycnonotidae).

## Zasięg występowania
Rodzaj obejmuje gatunki występujące w południowo-wschodniej Azji.

## Morfologia
Długość ciała 16,5–25 cm; masa ciała 22–54 g.

## Systematyka

### Etymologia
Alophoixus (Alophoiscus): gr. αλοφος alophos – bez czuba, od negatywnego przedrostka α- – a- – bez; λοφος lophos – czub; rodzaj Ixos Temminck, 1825, szczeciak. 

### Podział systematyczny
Takson wyodrębniony z Criniger. Do rodzaju należą następujące gatunki:
- Alophoixus phaeocephalus (Hartlaub, 1844) – szczeciak żółtobrzuchy
- Alophoixus flaveolus (Gould, 1836) – szczeciak białogardły
- Alophoixus pallidus (Swinhoe, 1870) – szczeciak płowy
- Alophoixus ochraceus (F. Moore, 1854) – szczeciak czubaty
- Alophoixus ruficrissus (Sharpe, 1879) – szczeciak rdzaworzytny – takson wyodrębniony ostatnio z A. ochraceus[12]
- Alophoixus bres (Lesson, 1832) – szczeciak brązowolicy
- Alophoixus tephrogenys (Jardine & Selby, 1833) – szczeciak szarolicy – takson wyodrębniony ostatnio z A. bres[12]
- Alophoixus frater (Sharpe, 1877) – szczeciak palawański – takson wyodrębniony ostatnio z A. bres[9]